# راهب‌مرغ رگه‌سفید
راهب‌مرغ رگه‌سفید (نام علمی: Melitograis gilolensis) یک گونه از پرندگان خانواده عسل‌خواران در سردهٔ تک‌نماد Melitograis است. بومی مالوکو شمالی در اندونزی است. زیستگاه‌های طبیعی آن جنگل‌های دشت نمناک نیمه‌گرمسیری یا گرمسیری، جنگلهای حرای نیمه‌گرمسیری یا گرمسیری و جنگل‌های کوهستانی نمناک نیمه‌گرمسیری یا گرمسیری است.